# Хурайс
25°04′10″ пн. ш. 48°11′42″ сх. д. / 25.06944444° пн. ш. 48.195° сх. д.
Нафтове родовище «Хурайс» (араб. حقل خريص) — супергігантське нафтове родовище у Східній провінції Саудівської Аравії, розташоване за 250 км на південний захід від Дахрану. Входить до нафтогазоносного басейну Перської затоки.

## Історія
Хурайс, відкрите у березні 1957 року, розташоване західніше від найбільшого нафтового родовища світу Гавар у схожій антиклінальній структурі простягання північ-південь. Основні запаси вуглеводнів пов'язані із відкладеннями верхньої юри передусім карбонатним резервуаром Араб D, котрий охоплює нижню частину формації Араб та верхню частину формації Джубайла (кімеріджський ярус). Вони сформувались у внутрішньошельфовому басейні в умовах трансгресії моря, котра стартувала на початку верхньої юри та завершилась зворотним перетворенням басейну у мілководний наприкінці цього ж відділу юри. Нафтоматеринськими породами виступають багаті на органічний матеріал вапняково-аргілітові відкладення формації  Tuwaiq Mountain (середня юра, келовейський ярус). Також виявлені поклади вуглеводнів у резервуар Нижній Фадхлі, пов'язаному із розташованою глибше формацією Дхрума (середня юра, батський ярус).
Розробка родовища Хурайс розпочалась у 1963 році, проте після спорудження 90 свердловин проєкт призупинили. Причиною стала відносно низька продуктивність свердловин та відсутність в його районі водоносних пластів, котрі могли б надати необхідний ресурс для впровадження системи витіснення нафти.
У 2009 році Хурайс повторно ввели в експлуатацію. Його розробку організували за єдиним проєктом із родовищами Абу-Джифан та Мазалідж, котрі розташовані на тій же структурі далі на південь. Видобувні запаси проєкту при цьому оцінювались у 25 млрд барелів нафти. Для її витіснення організували систему транспортування морської води із Перської затоки, здатну подавати 4,5 млн барелів на добу (окрім Хурайс, вона також обслуговує південну частину Гавару).
У межах проєкту спорудили чотири сотні свердловин: 232 нафтові, 119 для закачування води та 58 спостережних. Отримана продукція надходить на шість установок сепарації нафти та газу (gas oil separation plant, GOSP), чотири з яких знаходяться на Хурайс та по одній на Абу-Джифан і Мазалідж. Разом вони здатні видавати 1,2 млн барелів нафти на добу. Попутний газ проходить підготовку на газопереробному заводі Хурайс.
У 2018 році на Хурайс запустили п'яту установку підготовки, що збільшила потужність до 1,5 млн барелів нафти на добу. Вона призначена для роботи з вуглеводнями, видобутими із глибоких горизонтів — резервуару Нижній Фадхілі.

## Характеристика
Глибина залягання покладів 1550 м. Запаси 500 млн т.